# 刀劍神域 Lost Song
《刀劍神域 Lost Song》（中国大陆官方译为）是由Artdink開發、萬代南夢宮遊戲發行的動作角色扮演遊戲，可在PlayStation 3、PlayStation Vita、PlayStation 4、Microsoft Windows遊玩。本作以川原礫輕小說《刀劍神域》的虚拟现实大型多人在线角色扮演游戏《ALfheim Online》爲場景，世界線獨立於原作，是系列第三部遊戲機遊戲，承《刀劍神域 虛空斷章》之上，啓《刀劍神域 虛空幻界》之下。

## 玩法

正在交談的桐人與詩乃。《Lost Song》對話系統以视觉小说形式呈現，使用靜態圖像與文字

與前作大型多人在线角色扮演游戏體驗不同，本作重在動作，而非角色扮演。本作是首部可使用主角桐人以外角色的《刀劍神域》遊戲，共有19個角色，其中兩個由可下载内容追加。此外，玩家可用自創角色遊玩故事模式。無論使用哪個角色，劇情體驗都如桐人。每個角色都可使用三種武器，如桐人可雙手持劍，也可持單手劍、雙手劍，武器可訓練技能，解鎖新能力。
玩家可選兩個角色組成三人隊伍戰鬥。有地面戰和空戰，空戰中玩家可自由飛行，不過地下城除外，劇情早期受高度限制。自動攻擊無需玩家命令，可在足夠近的距離內由隊友自動發動，飛行時禁用。戰鬥時，玩家可爲隊友分配魔法和攻擊技能。咒語取決於角色的種族，如火精靈使用火系魔法，風精靈使用風系魔法。玩家分配施魔法的隊友不會成爲敵人的目標。聯合度充滿後，可切換攻擊，讓一個角色先攻擊，然後另一角色立即攻擊第二次。
本作可多人參與玩家對戰。還可以使用在線功能，至多16名玩家聚於大廳，分爲四人小組，以完成任務，如與單人模式頭目的增強版戰鬥。四人小組也可參加四對四玩家對戰。

## 設定與角色
本作場景是《ALfheim Online》中的浮島大陸群斯瓦特阿爾普海姆，包括環狀冰山弗洛斯希德、浮島草原沃克林德等。劇情延續前作《刀劍神域 虛空斷章》的平行世界，前作中玩家未如原作從艾恩葛朗特75層回到現實，而是繼續攻略後25層。劇情與原作〈幽靈子彈〉篇處於相同時間點。有三個推動劇情的新角色：俄罗斯偶像兼虛擬實境科學家賽玟（本名七色·阿爾沙文），跟隨桐人的《刀劍神域》生還者、賽玟的姊姊伶茵（本名枳殼虹架），賽玟的保鑣皇（本名住良木陽太）。賽玟和皇領導公會三葉草，賽玟任會長。雖然賽玟等級較低，但公會有很多頂級玩家會員，全遊戲前100位就有30位是會員。皇是曾擊敗火精靈頭目尤金的頂級劍士。伶茵是前成員，在欺騙會友後遭開除，之後利用正式解除會員身份前的空檔竊取公會情報。

## 劇情
逃脫《刀劍神域》事件之後，桐人對《ALfheim Online》感興趣，並在聽說賽玟後決定進入遊戲。伶茵瞭解桐人在《刀劍神域》的壯舉，決定跟隨他。當她在山谷中受到野外怪物襲擊時，兩人最終相遇，桐人邀請她加入冒險之旅。
桐人懷疑三葉草和賽玟的粉絲俱樂部，決定參加她的音樂會。會上，他注意到與會者受鼓舞而協助賽玟。賽玟之後透露，皇是她正從事項目“雲腦”的研究夥伴。她稱實驗是融合《ALfheim Online》玩家情緒的網路，如音樂會所見。桐人受到協助的邀請，但是拒絕了，因爲他想和朋友一起玩遊戲。
桐人回到最終的地下城，發現皇。皇向他發起挑戰，兩人傳送至別處開始戰鬥，桐人以劍技連攜擊敗了皇。桐人穿過地下城，與賽玟對抗，而皇和三葉草會友將自己的原創劍技轉授給她。
桐人到達頭目房間後，發現賽玟已經擊敗頭目。當她討論項目結果時，伶茵質疑她的行為及其對偶像狀態的干擾。三人進入戰鬥，賽玟縱有各種原創劍技，還是失敗了。惱羞成怒的賽玟宣稱她將打通遊戲，之後她的角色由於原創劍技超載而破毀。戰鬥時，伶茵告訴賽玟她不想戰鬥，並在賽玟生命值降至零而失敗時安慰她。
此後，由於三葉草會員減少，賽玟停止在遊戲舉行音樂會。桐人登出後遇到了伶茵，並得知她因和賽玟的分離而進入《ALfheim Online》。賽玟回到《ALfheim Online》，再次遇見伶茵。伶茵告訴她父母離婚後姊妹的童年與分離。想起伶茵教給她的兩句俄语問候語後，賽玟回憶起來，姊妹終於團聚。

## 製作發行
本作製作決定於2014年9月19日东京电玩展正式宣佈，暂定名称爲《SAO Ⅲ》。前兩作由Aquria開發，而本作由Artdink開發。本作片頭曲〈月神之光〉由新井弘毅作詞、作曲，藍井艾露演唱；片尾曲〈越過夜之虹彩〉由大塚利惠作詞，安永龍平作曲，春奈露娜演唱。兩位歌手都爲動畫獻唱過主題曲。
本作與《刀劍神域 Re:虛空斷章》捆綁爲《刀劍神域 導演典藏版》，於2015年11月19日在日本發行。預訂本作的玩家也可免費下載《刀劍神域 Re:虛空斷章》。2015年電擊遊戲感謝祭宣佈本作與萬代南夢宮娛樂另一作《噬神者2》互相追加可下载内容：《電擊PlayStation》雜誌於4月9日發佈本作角色桐人、詩乃的《噬神者2》禮裝序列號，兩週後發佈《噬神者2》角色朱利烏斯、亞莉莎的本作禮裝序列號。2015年東京遊戲展宣佈原作作者另一作《加速世界》女主角黑雪公主加入遊戲可選角色。
本作Playstation 3、Vita版於2015年3月26日在日本發行；繁體中文版於4月28日發行；英文字幕版於5月12日在亞洲發行，11月13日在PAL区發行，11月17日在北美發行。

## 反響
汇总媒体Metacritic評價本作爲「好壞參半」。Destructoid的喬希·托倫蒂諾（Josh Tolentino）認爲本作同前作一樣爲粉絲向，稱讚作戰系統比前作費時少，批評地下城平淡無奇，是冷漠的關卡設計。IGN的梅根·沙利文（Meghan Sullivan）給本作打了6分（滿分10分），認爲控制器好用，適合多人玩，但敵人和地下城重複，故事無聊。《Hardcore Gamer》的贾森·博恩（Jason Bohn）表示該遊戲因缺少投入而受挫，缺少英語配音，劇情以靜態圖像顯示。PlayStation Lifestyle將其評爲7分（滿分10分），認爲其在陳舊動作角色扮演遊戲領域有趣而輕鬆。

### 銷量
本作PlayStation 3、Vita版發行一週分別售出55090部、139298部，共194388部，分列週銷量第六、第二。銷量之後升至6.5萬部、17.7萬部，PlayStation 4版則至1.8萬部。在2016年1月的採訪中，製作人二見鷹介表示本作已在北美售出10萬部，其中下載版3萬部，歐洲售出5萬部。

## 外部連結
- 日語版官方網站 （页面存档备份，存于）
- 繁體中文版官方網站
- 簡體中文版官方網站